# Wonder What’s Next
Wonder What’s Next ist das zweite Studioalbum der US-amerikanischen Alternative-Metal-Band Chevelle. Das Album wurde am 8. Oktober 2002 über Epic Records veröffentlicht.

## Entstehung
Chevelle veröffentlichten ihr Debütalbum Point #1 über das Plattenlabel Squint Entertainment. Nachdem dieses im Jahre 2001 aufgelöst wurde organisierte das Bandmanagement einen Showcase in New York City. Chevelle erhielten drei Angebote und entschieden sich für das von Epic Records. Aufgenommen wurde das Album innerhalb von neun Wochen zwischen September und November 2001 im The Warehouse Studio im kanadischen Vancouver mit dem Produzenten Garth Richardson. Die Band entschied sich für Richardson, weil er zuvor die Band Mudvayne produzierte und Chevelle wollten laut Pete Loeffler genau diese Intensität. Getrübt wurden die Arbeiten durch die Terroranschläge am 11. September 2001, die einen Tag nach Beginn der Aufnahmen stattfand.
Gemischt wurde das Album von Andy Wallace während Howie Weinberg das Mastering übernahm. Für die Lieder The Red, Send the Pain Below und Closure wurden Musikvideos gedreht. Am 4. März 2003 wurde eine „Deluxe Edition“ veröffentlicht, die vier Bonustitel enthält. Neben der Eigenkomposition Until You’re Reformed gibt es noch Coverversionen der Lieder (High) Visibility (Original: Helmet), Black Boys on Mopeds (Original: Sinéad O’Connor) und It’s No Good (Original: Depeche Mode).

## Hintergrund
Der Albumtitel Wonder What’s Next (englisch für: „(Ich) frage mich, was als nächstes kommt“) beschreibt laut Pete Loeffler das tägliche Leben, die Aufs und Abs und die Frustrationen. Es wäre zwar nett, erfolgreich zu sein und Alben zu verkaufen. Aber es wären weitere Dinge wie Tourneen involviert. Sein Bruder Joe Loeffler fügte hinzu, dass im Musikgeschäft immer schlechte Dinge passieren.
Bei dem Lied The Red geht es darum, seine Frustrationen herauszulassen. In dem Musikvideo besuchen die drei Bandmitglieder ein Anti-Aggressivitäts-Training, bei dem Sänger Pete am Rednerpult steht und seine im Publikum sitzenden Brüder später mit den Stühlen um sich werfen. Am Ende des Videos stellt sich heraus, dass alles nur ein Traum war.
Mit dem Lied Send the Pain Below will die Band ausdrücken, dass man Nöte und Unbill im Leben annehmen und in Kunst verwandeln sollte. Closure befasst sich mit einer Person, die nach Beendigung einer Liebesbeziehung zwischen Wut, Einbildung und Akzeptanz changiert. Zwischen den Liedern Send the Pain Below und Closure befindet sich ein kurzer Dialog aus dem Film Die unglaubliche Reise in einem verrückten Flugzeug.
Mit dem Lied Forfeit macht sich die Band über solche Leute lustig, die bei Konzerten in Moshpits versuchen, andere Konzertbesucher zu verprügeln. An Evening with El Diablo wurde davon inspiriert, dass Pete Loeffler mal eine Person traf, die er anfangs für ziemlich cool fand. Jedoch stellte sich heraus, dass diese Person das komplette Gegenteil davon war.

## Rezeption

### Rezensionen
Patrick Großmann vom deutschen Magazin Visions schrieb, dass die Band „weiß, wie man Catchiness mit Emphase und einem Spritzer Dämonik verschraubt“. Zwar könne man die Einflüsse der Band „an die Wand malen“. Allerdings wären „die meisten Kompositionen einfach zu stark und Petes emotionale Ausbrücke zu mitreißend, als dass man sich darüber groß ärgern müsste“. Conny Schiffbauer vom deutschen Magazin Rock Hard bescheinigte der Band einen „überzeugenden Mix aus düsterem Alternative-Rock, nervenzerreißenden Grunge-Gitarren und atmosphärischem Gesang“. Der „erdige und trotzdem gefühlvolle Sound“ lässt Wonder What’s Next zu „einem echten Insidertipp“ werden. Schiffbauer vergab 8,5 von zehn Punkten. Kritischer zeigte sich Henning Richter vom deutschen Magazin Metal Hammer. Laut Richter würden sich zu „einigen ansprechenden Titeln“ auch ein paar „Füller gesellen, deren abgedroschene Riff-Folgen herzhaftes Gähnen provozieren würden“. Richter vergab vier von sieben Punkten.

### Chartplatzierungen
| ChartsChartplatzierungen       | Höchstplatzierung | Wochen |
| ------------------------------ | ----------------- | ------ |
| Vereinigte Staaten (Billboard) | 14 (49 Wo.)       | 49     |

The Red und Send the Pain Below erreichten jeweils Platz 56 und 65 der US-amerikanischen Singlecharts. Darüber hinaus erreichte Send the Pain Below Platz eins der Billboard Mainstream Rock Songs und der Billboard Modern Rock Tracks.

### Gold und Platin
Das Album Wonder What’s Next erhielt im Mai 2020 für über zwei Millionen verkaufter Einheiten Doppelplatin. Gleichzeitig erhielten die Singles The Red Doppelplatin und Send the Pain Below Einfachplatin für zwei Millionen bzw. eine Million verkaufter Einheiten.

### Preisverleihungen
Bei den Billboard Music Awards 2003 wurden Chevelle in der Kategorie Modern Rock Artist of the Year und das Lied Send the Pain Below in der Kategorie Rock Single of the Year nominiert. Die Preise gingen jedoch an Audioslave bzw. Trapt. Im selben Jahr erhielten Chevelle für Send the Pain Below eine Nominierung in der Kategorie „Choice Rock Track“. Der Preis ging jedoch an die Band Evanescence.